# Католикос-патріарх Грузії
Святійший і Блаженнійший Католикос-Патріарх усієї Грузії, Архієпископ Мцхета-Тбілісі й митрополит Піцунди та Цхум-Абхазеті (груз. უწმიდესი და უნეტარესი, საქართველოს კათოლიკოს-პატრიარქი, მთავარეპისკოპოსი მცხეთა-თბილისისა და მიტროპოლიტი ბიჭვინთისა და ცხუმ-აფხაზეთისა) — офіційний титул предстоятеля Грузинської православної церкви. Єдиний з усіх православних патріархів має титул Католикоса.

## Католикоси-патріархи всієї Грузії
1. Мелхіседек I (1012–1033);
2. Окропірі (Іоанн) II (1033–1049);
3. Еквтіме I (1049–1055);
4. Георгій III (Таоэли) (1055–1065);
5. Габріел III (Сапарели) (1065–1080);
6. Деметре (1080–1090);
7. Басілі III (Карічісдзе) (1090–1100);
8. Іоанн IV (Сапарелі) (1100–1142);
9. Свімон IV (Гулаберісдзе) (1142–1146);
10. Савва II (1146–1150);
11. Микола I (Гулаберісдзе) (1150–1174);
12. Михайло IV (Міріанісдзе) (1178–1186);
13. Тевдоре II (1186–1206);
14. Василь IV (1206–1208);
15. Іоанн V (1208–1210);
16. Єпіфаній (1210–1220);
17. Еквтіме II (1220–1222);
18. Арсеній III (1222–1225);
19. Георгій IV (1225–1230);
20. Арсеній IV (Булмаїсімісдзе) (1230–1240);
21. Микола II (1240–1280);
22. Авраам I (1280–1310);
23. Еквтіме III (1310–1325);
24. Михайло V (1325–1330);
25. Василь V (1330–1350);
26. Дорофій I (1350–1356);
27. Шио I (1356–1364);
28. Микола III (1364–1380);
29. Георгій V (1380–1399);
30. Ілія (Гобірахісдзе) (1399–1411);
31. Михайло VI (1411–1426);
32. Давид II (Багратіоні, син царя Олександра Великого) (1426–1430);
33. Феодор III (1430–1435);
34. Давид III (Гобеладзе) (1435–1439, 1443–1450);
35. Шио II (1440–1443);
36. Марк (1460–1466);
37. Давид IV (1466–1479);
38. Евагрі (1480–1492, 1500–1503);
39. Авраам II (1492–1497);
40. Епрем I (1497–1500);
41. Дорофій II (1503–1510, 1511–1516);
42. Діонісій (1510–1511);
43. Василь VI (1517–1528);
44. Малахія (1528–1538);
45. Мелхіседек II (Багратіоні, син царя Костянтина II) (1538–1541);
46. Герман (1541–1547);
47. Свімон V (1547–1550);
48. Зеведей I (1550–1557);
49. Дементій I (1557–1562);
50. Микола IV (Бараташвілі) (1562–1584);
51. Микола V (Багратіоні), син царя Кахеті Левана 1584–1591;
52. Дорофій III (1592–1599);
53. Дементій II (1599–1603);
54. Зеведей II (1603–1610);
55. Іоанн VI (Авалішвілі) (1610–1613);
56. Христофор I (1613–1622);
57. Захарія (Джорджадзе) (1623–1630);
58. Евдемоз I (Діасамідзе) (1630–1638);
59. Христофор II (Урдубегішвілі Амілахварі) (1638–1660);
60. Дементій III (Багратіоні, син Кайхосро Мухранбатоні, двоюрідний брат царя Вахтанга V) (1660–1675);
61. Микола VI (Магаладзе) (1675–1676);
62. Микола VII (Амілахварі) (1676–1687, 1691–1695);
63. Іоанн VII (Діасамідзе) (1687–1691, 1696–1700);
64. Евдемоз II (Діасамідзе) (1700–1703);
65. Дементій IV (Багратіоні, брат царя Вахтанга VI) (1704–1725, 1739–1741);
66. Віссаріон (Орбеліані) (1725–1737);
67. Кирило (1737–1739);
68. Микола VIII (Херхеулідзе) (1742–1744);
69. Антоній І (Теймураз Багратіоні, син царя Ієссей) (1744–1755, 1764–1788);
70. Йосип (Джандіері) (1755–1764);
71. Антоній II (Багратіоні), син царя Картлі-Кахеті Іраклія II (1788–1811).
72. Киріон II (Садзаглішвілі) (1917–1918);
73. Леонід (Окропірідзе) (1918–1921);
74. Амвросій (Хелая) (1921–1927);
75. Христофор III (Цицкишвілі) (1927–1932);
76. Каллістрат (Цинцадзе) (1932–1952);
77. Мелхіседек III (Пхаладзе) (1952–1960);
78. Єфрем II (Сидамонідзе) (1960–1972);
79. Давид V (Девдаріані) (1972–1977);
80. Ілія II (Гудушаурі-Шиолашвілі) (з 25 грудня 1977).